# Nazionale maschile di hockey su ghiaccio della Svizzera
La nazionale di hockey su ghiaccio maschile della Svizzera è una delle nazionali subito a ridosso alle 6 grandi dell‘Hockey mondiale (Canada, Finlandia, Repubblica Ceca, Russia, Stati Uniti e Svezia). Dopo i fasti degli anni '20 e degli anni '30 del XX secolo, il risultato più prestigioso nel palmarès della nazionale rossocrociata è stato il triplo argento colto ai campionati mondiali di hockey su ghiaccio (edizione 2013 edizione 2018 e in quella del 2024).

## Storia

### Nascita
La nazionale nacque nel 1908 ed è tra le fondatrici della Federazione internazionale di hockey su ghiaccio (IIHF). L'esordio internazionale avvenne a Chamonix (Francia) il 10 gennaio 1910 contro la Germania con una vittoria per 9-1.

### Campionato europeo
Nello stesso anno partecipò al suo primo Campionato europeo di hockey su ghiaccio, che concluderà al 4º posto. In questo tipo di competizione, fino all'ultima partecipazione del 1932, i rossocrociati vinceranno 4 ori, 6 argenti e 8 bronzi.

### Campionati mondiali
Nel 1920 prese parte alla prima edizione dei mondiali che si svolsero ad Anversa in concomitanza con il torneo olimpico e questo fino al 1928. Dal 1930 le manifestazioni si svolgono separatamente. La Svizzera tra il 1928 e il 1953 ai mondiali vinse 1 argento e 8 bronzi. Fu un periodo di successo. In seguito vi fu un lasso di tempo nel quale la nazionale fini pure in serie B e C. Durante questo periodo, nel 1992 si riuscì comunque ad arrivare ad un onorevole 4º posto finale.

Nel 1998 ebbe inizio "l'era Krueger", dal cognome del coach Ralph Krueger che siederà sulla panchina rossocrociata dal 1998 al 2009. In quel anno egli riuscì nell'impresa di riportare la squadra al 4º posto finale alla rassegna irridata. Negli anni successivi la nazionale sotto la sua guida conoscerà una crescita che la farà stabilizzare a ridosso delle prime 6 squadre del ranking mondiale.

A fine 2009 arrivò sulla panchina il canadese Sean Simpson. La prima edizione sotto la sua direzione portò la squadra al 5º posto finale. Nei seguenti 2 anni però ci fu un'involuzione che portò la nazionale fino all'11º posto conclusivo nel 2012. Nell'edizione 2013 i rossocrociati sono riusciti ad arrivare fino alla finale, un primato mai raggiunto in precedenza, dopo aver vinto 9 partite su 9, anche questo un record. In finale sono stati sconfitti dalla Svezia, piazzandosi al 2º posto e guadagnando una medaglia d'argento, la seconda della loro storia (La Posta Svizzera ha dedicato un francobollo speciale per questa storica impresa).

### Giochi Olimpici Invernali
L'esordio avviene nel 1920 alla prima edizione dei Giochi Olimpici invernali disputatisi ad Anversa, in concomitanza con i mondiali. Dal 1932 le manifestazioni si svolgono separatamente. Tra il 1928 e il 1948 la squadra vinse 2 bronzi, tutti e 2 a Sankt Moritz. Alle olimpiadi successive, nel 1952 ad Oslo, riesce ad arrivare al 5º posto finale. Nelle edizioni successive la nazionale vive di alti e bassi, di partecipazioni e non partecipazioni ai giochi. Non essendosi qualificata alle due edizioni di Lake Placid 1980 e Sarajevo 1984, prese parte alle prime due edizioni del Trofeo Thayer Tutt, in cui vinse rispettivamente un oro ed un argento.
Questo periodo si conclude nel 2006 quando nel girone preliminare vengono battute due squadre come il Canada e la Repubblica Ceca. Grazie a queste vittorie la Svizzera accede ai quarti di finale, dove viene eliminata, terminando con un 6º posto finale. Nell'edizione del 2010 la squadra conclude all'8º posto, perdendo nei quarti di finale dagli Stati Uniti per 2-0.

## Partecipazione ai tornei internazionali

### Giochi Olimpici Invernali
| Edizione | Sede                   | Piazzamento |        |
| -------- | ---------------------- | ----------- | ------ |
| 1920     | Anversa                | 6º posto    | roster |
| 1924     | Chamonix               | 8º posto    | roster |
| 1928     | Sankt Moritz           | 3º posto    | roster |
| 1932     | Lake Placid            | n/d         |        |
| 1936     | Garmisch-Partenkirchen | 12º posto   | roster |
| 1948     | Sankt Moritz           | 3º posto    | roster |
| 1952     | Oslo                   | 5º posto    | roster |
| 1956     | Cortina d'Ampezzo      | 9º posto    | roster |
| 1960     | Squaw Valley           | n/d         |        |
| 1964     | Innsbruck              | 8º posto    | roster |
| 1968     | Grenoble               | n/d         |        |
| 1972     | Sapporo                | 10º posto   | roster |
| 1976     | Innsbruck              | 11º posto   | roster |
| 1980     | Lake Placid            | n/d         |        |
| 1984     | Sarajevo               | n/d         |        |
| 1988     | Calgary                | 8º posto    | roster |
| 1992     | Albertville            | 10º posto   | roster |
| 1994     | Lillehammer            | n/d         |        |
| 1998     | Nagano                 | n/d         |        |
| 2002     | Salt Lake City         | 11º posto   | roster |
| 2006     | Torino                 | 6º posto    | roster |
| 2010     | Vancouver              | 8º posto    | roster |
| 2014     | Soči                   | 9º posto    | roster |
| 2018     | Pyeongchang            | 10º posto   | roster |

### Campionati d'Europa
| Edizione | Sede                           | Piazzamento |        |
| -------- | ------------------------------ | ----------- | ------ |
| 1910     | Montreux                       | 4º posto    | roster |
| 1911     | Berlino                        | 4º posto    | roster |
| 1912     | Praga                          | n/d         |        |
| 1913     | Monaco di Baviera              | n/d         |        |
| 1914     | Berlino                        | n/d         |        |
| 1921     | Stoccolma                      | n/d         |        |
| 1922     | Sankt Moritz                   | 3º posto    | roster |
| 1923     | Anversa                        | 5º posto    | roster |
| 1924     | Milano                         | 3º posto    | roster |
| 1925     | Štrbské Pleso e Starý Smokovec | 3º posto    | roster |
| 1925     | Davos                          | 1º posto    | roster |
| 1927     | Vienna                         | n/d         |        |
| 1929     | Budapest                       | 5º posto    | roster |
| 1932     | Berlino                        | 3º posto    | roster |

### Campionati Mondiali
| Edizione | Sede                                         | Piazzamento                                               |        |
| -------- | -------------------------------------------- | --------------------------------------------------------- | ------ |
| 1920     | Anversa (Olimpiadi invernali)                | 6º posto                                                  | roster |
| 1924     | Chamonix (Olimpiadi invernali)               | 8º posto                                                  | roster |
| 1928     | Sankt Moritz (Olimpiadi invernali)           | 3º posto                                                  | roster |
| 1930     | Chamonix Vienna Berlino                      | 3º posto                                                  | roster |
| 1931     |                                              | n/d                                                       |        |
| 1932     |                                              | n/d                                                       |        |
| 1933     | Praga                                        | 5º posto                                                  | roster |
| 1934     | Milano                                       | 4º posto                                                  | roster |
| 1935     | Davos                                        | 2º posto                                                  | roster |
| 1936     | Garmisch-Partenkirchen (Olimpiadi invernali) | 12º posto                                                 | roster |
| 1937     | Londra                                       | 3º posto                                                  | roster |
| 1938     | Praga                                        | 6º posto                                                  | roster |
| 1939     | Basilea e Zurigo                             | 3º posto                                                  | roster |
| 1947     | Praga                                        | 4º posto                                                  | roster |
| 1948     | Sankt Moritz (Olimpiadi invernali)           | 5º posto                                                  | roster |
| 1949     | Stoccolma                                    | 3º posto                                                  | roster |
| 1950     | Londra                                       | 3º posto                                                  | roster |
| 1951     | Parigi                                       | 3º posto                                                  | roster |
| 1952     | Oslo (Olimpiadi invernali)                   | 5º posto                                                  | roster |
| 1953     | Zurigo e Basilea                             | 3º posto                                                  | roster |
| 1954     | Stoccolma                                    | 7º posto                                                  | roster |
| 1955     | Colonia, Düsseldorf, Krefeld e Dortmund      | 8º posto                                                  | roster |
| 1956     | Cortina d'Ampezzo (Olimpiadi invernali)      | 9º posto                                                  | roster |
| 1957     |                                              | n/d                                                       |        |
| 1958     |                                              | n/d                                                       |        |
| 1959     | Cecoslovacchia                               | 12º posto                                                 | roster |
| 1960     |                                              | n/d                                                       |        |
| 1961     | Ginevra e Losanna                            | 11º posto (3º posto nel Gruppo B)                         | roster |
| 1962     | Colorado Springs e Denver                    | 7º posto                                                  | roster |
| 1963     | Stoccolma                                    | 10º posto (2º posto nel Gruppo B)                         | roster |
| 1964     | Innsbruck (Olimpiadi invernali)              | 8º posto                                                  | roster |
| 1965     | Turku, Rauma e Pori                          | 10º posto (2º posto nel Gruppo B)                         | roster |
| 1966     | Zagabria                                     | 14º posto (6º posto nel Gruppo B)                         | roster |
| 1967     | Vienna                                       | 15º posto (7º posto nel Gruppo B)                         | roster |
| 1968     |                                              | n/d                                                       |        |
| 1969     | Skopje                                       | 16º posto (2º posto nel Gruppo C)                         | roster |
| 1970     | Bucarest                                     | 12º posto (2º posto nel Gruppo B)                         | roster |
| 1971     | Ginevra, Berna, Lyss e La Chaux-de-Fonds     | 7º posto (1º posto nel Gruppo B)                          | roster |
| 1972     | Praga                                        | 6º posto                                                  | roster |
| 1973     | Graz                                         | 13º posto (7º posto nel Gruppo B)                         | roster |
| 1974     | Grenoble, Lione e Gap                        | 15º posto (1º posto nel Gruppo C)                         | roster |
| 1975     | Sapporo                                      | 9º posto (2º posto nel Gruppo B)                          | roster |
| 1976     | Aarau e Bienne                               | 12º posto (4º posto nel Gruppo B)                         | roster |
| 1977     | Tokyo                                        | 13º posto (5º posto nel Gruppo B)                         | roster |
| 1978     | Belgrado                                     | 11º posto (3º posto nel Gruppo B)                         | roster |
| 1979     | Galați                                       | 13º posto (5º posto nel Gruppo B)                         | roster |
| 1981     | Val Gardena                                  | 11º posto (3º posto nel Gruppo B)                         | roster |
| 1982     | Klagenfurt                                   | 14º posto (6º posto nel Gruppo B)                         | roster |
| 1983     | Tokyo                                        | 14º posto (6º posto nel Gruppo B)                         | roster |
| 1985     | Friburgo                                     | 10º posto (2º posto nel Gruppo B)                         | roster |
| 1986     | Eindhoven                                    | 9º posto (1º posto nel Gruppo B)                          | roster |
| 1987     | Vienna                                       | 8º posto                                                  | roster |
| 1989     | Oslo e Lillehammer                           | 12º posto (4º posto nel Gruppo B)                         | roster |
| 1990     | Berna e Friburgo                             | 9º posto                                                  | roster |
| 1991     | Turku, Tampere e Helsinki                    | 7º posto                                                  | roster |
| 1992     | Praga e Bratislava                           | 4º posto                                                  | roster |
| 1993     | Monaco di Baviera e Dortmund                 | 10º posto                                                 | roster |
| 1994     | Copenaghen                                   | 13º posto (1º posto nel Gruppo B)                         | roster |
| 1995     | Stoccolma e Gävle                            | 12º posto                                                 | roster |
| 1996     | Eindhoven                                    | 14º posto (2º posto nel Gruppo B)                         | roster |
| 1997     | Katowice                                     | 15º posto (3º posto nel Gruppo B)                         | roster |
| 1998     | Zurigo e Basilea                             | 4º posto                                                  | roster |
| 1999     | Oslo, Hamar e Lillehammer                    | 8º posto                                                  | roster |
| 2000     | San Pietroburgo                              | 6º posto                                                  | roster |
| 2001     | Colonia, Norimberga e Hannover               | 9º posto                                                  | roster |
| 2002     | Göteborg, Jönköping e Karlstad               | 9º posto                                                  | roster |
| 2003     | Helsinki, Tampere e Turku                    | 8º posto                                                  | roster |
| 2004     | Praga e Ostrava                              | 8º posto                                                  | roster |
| 2005     | Vienna e Innsbruck                           | 8º posto                                                  | roster |
| 2006     | Riga                                         | 9º posto                                                  | roster |
| 2007     | Mosca e Mytišči                              | 8º posto                                                  | roster |
| 2008     | Québec e Halifax                             | 7º posto                                                  | roster |
| 2009     | Berna e Kloten                               | 9º posto                                                  | roster |
| 2010     | Colonia, Mannheim e Gelsenkirchen            | 5º posto                                                  | roster |
| 2011     | Bratislava e Košice                          | 9º posto                                                  | roster |
| 2012     | Helsinki e Stoccolma                         | 11º posto                                                 | roster |
| 2013     | Stoccolma e Helsinki                         | 2º posto                                                  | roster |
| 2014     | Minsk                                        | 10º posto                                                 | roster |
| 2015     | Praga e Ostrava                              | 8º posto                                                  | roster |
| 2016     | Mosca e San Pietroburgo                      | 11º posto                                                 | roster |
| 2017     | Colonia e Parigi                             | 6º posto                                                  | roster |
| 2018     | Copenaghen e Herning                         | 2º posto                                                  | roster |
| 2019     | Bratislava e Košice                          | 8º posto                                                  | roster |
| 2020     |                                              | Competizioni annullate a causa della pandemia di COVID-19 |        |
| 2021     | Riga                                         | 6º posto                                                  | roster |

## Rosa
Roster per i Campionati mondiali di hockey su ghiaccio IIHF 2017 in Francia e Germania.
Head coach: Patrick Fischer
| No. | Pos. | Nome                | Altezza             | Peso           | Data di nascita   | Team                  |
| --- | ---- | ------------------- | ------------------- | -------------- | ----------------- | --------------------- |
| 1   | P    | Jonas Hiller        | 1,87 m (6 ft 2 in)  | 87 kg (192 lb) | 12 febbraio 1982  | EHC Biel              |
| 8   | A    | Vincent Praplan     | 1,81 m (5 ft 11 in) | 84 kg (185 lb) | 10 giugno 1994    | EHC Kloten            |
| 9   | A    | Thomas Rüfenacht    | 1,80 m (5 ft 11 in) | 85 kg (187 lb) | 22 febbraio 1985  | SC Bern               |
| 10  | A    | Andres Ambühl – A   | 1,76 m (5 ft 9 in)  | 82 kg (181 lb) | 14 settembre 1983 | HC Davos              |
| 16  | D    | Raphael Diaz – C    | 1,81 m (5 ft 11 in) | 88 kg (194 lb) | 9 gennaio 1986    | EV Zug                |
| 19  | A    | Reto Schäppi        | 1,93 m (6 ft 4 in)  | 94 kg (207 lb) | 27 gennaio 1991   | ZSC Lions             |
| 23  | A    | Simon Bodenmann     | 1,78 m (5 ft 10 in) | 83 kg (183 lb) | 2 marzo 1988      | SC Bern               |
| 24  | A    | Reto Suri           | 1,83 m (6 ft 0 in)  | 84 kg (185 lb) | 25 marzo 1989     | EV Zug                |
| 26  | P    | Niklas Schlegel     | 1,78 m (5 ft 10 in) | 66 kg (146 lb) | 3 agosto 1994     | ZSC Lions             |
| 27  | D    | Dominik Schlumpf    | 1,82 m (6 ft 0 in)  | 79 kg (174 lb) | 3 marzo 1991      | EV Zug                |
| 34  | D    | Dean Kukan          | 1,87 m (6 ft 2 in)  | 90 kg (200 lb) | 8 luglio 1993     | Columbus Blue Jackets |
| 44  | A    | Pius Suter          | 1,80 m (5 ft 11 in) | 80 kg (180 lb) | 24 maggio 1996    | ZSC Lions             |
| 53  | D    | Christian Marti     | 1,90 m (6 ft 3 in)  | 95 kg (209 lb) | 29 marzo 1993     | ZSC Lions             |
| 54  | D    | Philippe Furrer – A | 1,86 m (6 ft 1 in)  | 92 kg (203 lb) | 16 giugno 1985    | HC Lugano             |
| 55  | D    | Romain Loeffel      | 1,76 m (5 ft 9 in)  | 81 kg (179 lb) | 10 marzo 1991     | Genève-Servette HC    |
| 61  | A    | Fabrice Herzog      | 1,89 m (6 ft 2 in)  | 87 kg (192 lb) | 9 dicembre 1994   | ZSC Lions             |
| 62  | A    | Denis Malgin        | 1,75 m (5 ft 9 in)  | 80 kg (180 lb) | 18 gennaio 1997   | Florida Panthers      |
| 63  | P    | Leonardo Genoni     | 1,80 m (5 ft 11 in) | 80 kg (180 lb) | 28 agosto 1987    | SC Bern               |
| 65  | D    | Ramon Untersander   | 1,83 m (6 ft 0 in)  | 88 kg (194 lb) | 21 gennaio 1991   | SC Bern               |
| 70  | A    | Denis Hollenstein   | 1,83 m (6 ft 0 in)  | 88 kg (194 lb) | 15 ottobre 1989   | EHC Kloten            |
| 71  | A    | Tanner Richard      | 1,82 m (6 ft 0 in)  | 88 kg (194 lb) | 6 aprile 1993     | Syracuse Crunch       |
| 76  | D    | Joël Genazzi        | 1,85 m (6 ft 1 in)  | 90 kg (200 lb) | 10 febbraio 1988  | Lausanne HC           |
| 89  | A    | Cody Almond         | 1,88 m (6 ft 2 in)  | 90 kg (200 lb) | 24 luglio 1989    | Genève-Servette HC    |
| 92  | A    | Gaëtan Haas         | 1,81 m (5 ft 11 in) | 80 kg (180 lb) | 31 gennaio 1992   | SC Bern               |
| 96  | A    | Damien Brunner      | 1,80 m (5 ft 11 in) | 85 kg (187 lb) | 9 marzo 1986      | HC Lugano             |

LEGENDA:

P = Portiere, D = Difensore, A = Attaccante

## Statistiche

### Bilancio per avversario
Dati aggiornati a luglio 2013.
| Avversario  | P    | V   | N  | S   | GF   | GF   |
| ----------- | ---- | --- | -- | --- | ---- | ---- |
| Austria     | 72   | 47  | 14 | 11  | 321  | 174  |
| Bielorussia | 29   | 17  | 1  | 12  | 82   | 59   |
| Canada      | 114  | 21  | 8  | 85  | 228  | 564  |
| Rep. Ceca   | 114  | 26  | 8  | 80  | 226  | 534  |
| Danimarca   | 24   | 22  | 1  | 1   | 115  | 34   |
| Finlandia   | 58   | 17  | 2  | 39  | 154  | 216  |
| Francia     | 48   | 32  | 2  | 14  | 198  | 98   |
| Germania    | 142  | 59  | 15 | 68  | 404  | 486  |
| Italia      | 64   | 43  | 5  | 16  | 289  | 165  |
| Kazakistan  | 5    | 3   | 0  | 2   | 17   | 12   |
| Lettonia    | 22   | 13  | 3  | 6   | 69   | 42   |
| Norvegia    | 66   | 37  | 5  | 24  | 258  | 211  |
| Russia      | 56   | 8   | 3  | 45  | 106  | 309  |
| Slovacchia  | 57   | 26  | 7  | 24  | 129  | 140  |
| Slovenia    | 4    | 4   | 0  | 0   | 17   | 6    |
| Svezia      | 88   | 16  | 7  | 65  | 196  | 430  |
| Stati Uniti | 83   | 24  | 5  | 54  | 244  | 390  |
| Totale      | 1029 | 406 | 86 | 537 | 3014 | 3834 |

### Giocatori
Dati aggiornati a luglio 2013.
Sono considerati i giocatori che hanno indossato la maglia della nazionale a partire dal 2007-08.

#### Presenze
| Giocatore         | Ruolo | PG  | G  | A  | Pt  | PIM |
| ----------------- | ----- | --- | -- | -- | --- | --- |
| Mathias Seger     | D     | 293 | 17 | 47 | 64  | 272 |
| Ivo Rüthemann     | A     | 270 | 49 | 67 | 116 | 60  |
| Sandy Jeannin     | A     | 235 | 34 | 48 | 82  | 135 |
| Martin Plüss      | A     | 231 | 55 | 77 | 132 | 158 |
| Martin Steinegger | D     | 219 | 11 | 32 | 43  | 223 |
| Jakob Kölliker    | D     | 213 | 0  | 0  | 0   | 0   |
| Julien Vauclair   | D     | 200 | 13 | 23 | 36  | 127 |
| Reto Pavoni       | P     | 199 | 0  | 0  | 0   | 10  |
| Marcel Jenni      | A     | 196 | 40 | 59 | 99  | 120 |
| Jörg Eberle       | A     | 193 | 76 | 63 | 142 | 4   |

#### Punti
| Giocatore          | Ruolo | PG  | G  | A  | Pt  | PIM |
| ------------------ | ----- | --- | -- | -- | --- | --- |
| Jörg Eberle        | A     | 193 | 76 | 63 | 142 | 4   |
| Martin Plüss       | A     | 231 | 55 | 77 | 132 | 158 |
| Ivo Rüthemann      | A     | 270 | 49 | 67 | 116 | 60  |
| Marcel Jenni       | A     | 196 | 40 | 59 | 99  | 120 |
| Gian-Marco Crameri | D     | 130 | 28 | 61 | 89  | 89  |
| Peter Jaks         | A     | 146 | 45 | 44 | 89  | 16  |
| Mark Streit        | D     | 186 | 30 | 56 | 86  | 148 |
| Sandy Jeannin      | A     | 235 | 34 | 48 | 82  | 135 |
| Patrick Fischer    | A     | 183 | 37 | 42 | 79  | 142 |
| Fredy Lüthi        | A     | 129 | 38 | 36 | 74  | 14  |